# Vaga blackburni
Vaga blackburni är en fjärilsart som beskrevs av Tuely 1878. Vaga blackburni ingår i släktet Vaga och familjen juvelvingar. Inga underarter finns listade i Catalogue of Life.